# Leptasterias tenera
Leptasterias tenera är en sjöstjärneart som först beskrevs av William Stimpson 1862.  Leptasterias tenera ingår i släktet Leptasterias och familjen trollsjöstjärnor. Inga underarter finns listade i Catalogue of Life.